# Макфи, Росс
Росс Дуглас Эрл Макфи (родился 17 января 1949 года в Эдинбурге, Шотландия ) — американский маммолог шотландского происхождения. Известен трудами по вымершим видам млекопитающих.

## Биография
В 1969 году получил степень бакалавра в Университете Британской Колумбии, Ванкувер, Канада. В 1977 году защитил докторскую диссертацию  в Университете Альберты, Эдмонтон, Канада. С 1977 по 1978 год был приглашенным лектором по антропологии в Виннипегском университете; с 1978 по 1979 год на аналогичной позиции в Университете Манитобы. В тот же период был главным редактором научного журнала Canadian Review of Physical Anthropology.  С 1979 по 1985 год был приглашенным профессором  и доцентом анатомии в Университете Дьюка.  В 1988 году стал куратором отдела млекопитающих в Американском музее естественной истории в Нью-Йорке.  С 1994 по 2005 год он был научным сотрудником отдела палеонтологии позвоночных Музея естественной истории Карнеги.  С 2005 по 2011 год  был старшим научным сотрудником  в Медицинском центре Нью-Йоркского университета.
Основные интересы Макфи — палеобиогеография, вымирание млекопитающих и эволюция морфологии черепа.  Занимается вопросами разнообразия млекопитающих и вообще позвоночных в Вест-Индии, на Мадагаскаре и в Антарктиде от позднего мезозоя до позднего неогена.  Изучает недавние волны вымирания млекопитающих, уделяя особое внимание исчезновению мегафауны в позднем плейстоцене в Северной Америке и Северной Азии. Цель его исследования и исследований его коллег — выяснить причинно-следственные связи этих явлений. Исследует динамику популяций ископаемых видов млекопитающих с использованием методов ДНК.

## Избранные труды
- Ross D. E. MacPhee: The Shrew Tenrecs of Madagascar: Systematic Revision and Holocene Distribution of Microgale (Tenrecidae, Insectivora). American Museum Novitates 2889, 1987, S. 1–45
- Ross D. E. MacPhee, Michael J. Novacek und Gerhard Storch: Basicranial Morphology of Early Tertiary Erinaceomorphs and the Origin of Primates. American Museum Novitates 2921, 1988, S. 1–42
- Ross D. E. MacPhee: Primates and Their Relatives in Phylogenetic Perspective (Advances in Primatology) Springer, 1993. ISBN 978-0306444227
- Ross D. E. MacPhee: Morphology, adaptations, and relationships of Plesiorycteropus, and a diagnosis of a new order of Eutherian mammals. Bulletin of the American Museum of Natural History 220, 1994, S. 1–214
- Ross D. E. MacPhee und Manuel A. Iturralde-Vinent: Origin of the Greater Antillean Land Mammal Fauna, 1: New Tertiary Fossils from Cuba and Puerto Rico. American Museum Novitates 3141, 1995, S. 1–31
- Ross D. E. MacPhee: Extinctions in Near Time: Causes, Contexts, and Consequences. Kluwer Academic/Plenum Publishers, 1999, ISBN 0306460920.
- Ross D. E. MacPhee, Manuel A. Iturralde-Vinent und Eugene S. Gaffney: Domo de Zaza, an Early Miocene Vertebrate Locality in South-Central Cuba, with Notes on the Tectonic Evolution of Puerto Rico and the Mona Passage. American Museum Novitates 3394, 2003, S. 1–42
- Ross D. E. MacPhee, Manuel A. Iturralde-Vinent und Osvaldo Jiménez Vázquez: Prehistoric Sloth Extinctions in Cuba: Implications of a New “Last” Appearance Date. Caribbean Journal of Science 43 (1), 2007, S. 94–98
- Ross D. E. MacPhee: Race to The End: Amundsen, Scott, and the Attainment of the South Pole Sterling Innovation, 2010. ISBN 978-1402770296
- Ross D. E. MacPhee, Peter Schouten: End of the Megafauna: The Fate of the World’s Hugest, Fiercest, and Strangest Animals W. W. Norton & Co, 2018. ISBN 978-0393249293 (В 2024 году книга вышла на русском ➤)